# Çemen
Çemen ist ein türkischer Brotaufstrich.
Çemen besteht in der Regel aus Olivenöl, Bockshornklee, Paprikapulver, Salz, Knoblauch, Kreuzkümmel, Tomatenmark und/oder Paprikamark. Es wird als Grundzutat für den Gewürzmantel von Pastırma genutzt.
Çemen bzw. Çemen otu (türkisch) selbst bezeichnet auch Bockshornklee, doch um Missverständnisse zu vermeiden, sagt man im Türkischen oft einfach (Çemen tozu) oder auch (Çemen unu), beides bezeichnet gemahlenen Bockshornklee.